# 上沼海崖
上沼海崖（英語：Kaminuma Bluff），是南極洲的海崖，位於羅斯島東南部，海拔高度超過200米，處於麥凱角和克羅澤角之間，該海崖現時由南極條約體系管理。